# Emiliusze
Emiliusze (Aemilii) – jeden z najstarszych i najbardziej wpływowych rodów patrycjuszowskich starożytnego Rzymu. Dzielił się na wiele gałęzi noszących przydomki: Lepidus, Scaurus, Paullus, Papus, Mamercus, Regillus.
- Lucjusz Emiliusz Paulus Macedoński
- Marek Emiliusz Lepidus – konsul w 285 p.n.e.
- Marek Emiliusz Lepidus – konsul w 232 p.n.e.
- Marek Emiliusz Lepidus – trybun wojskowy w 190 p.n.e.
- Lucjusz Emiliusz Regillus – pretor w 190 p.n.e., dowódca floty w wojskach Lucjusza Korneliusza Scypiona podczas wojny z Antiochem Wielkim
- Marek Emiliusz Lepidus Porcina
- Marek Emiliusz Lepidus – konsul w 187 p.n.e.
- Marek Emiliusz Lepidus – konsul w 158 p.n.e.
- Marek Emiliusz Lepidus – konsul w 126 p.n.e.
- Marek Emiliusz Lepidus – konsul w 78 p.n.e.
- Maniusz Emiliusz Lepidus – konsul w 66 p.n.e.
- Mamerkus Emiliusz Lepidus Livianus
- Marek Emiliusz Lepidus – triumwir
- Kwintus Emiliusz Lepidus – konsul w 21 p.n.e.
- Lucjusz Emiliusz Lepidus Paulus – konsul w 50 p.n.e.
- Lucjusz Emiliusz Lepidus Paullus – cenzor w 22 p.n.e.
- Emilia Lepida – córka cenzora
- Marek Emiliusz Lepidus – mąż Julii Druzylli
- Lucjusz Emiliusz Paulus – konsul w 1 n.e.
- Marek Emiliusz Lepidus – konsul w 6 n.e
- Emilia Lepida – prawnuczka cesarza Augusta
- Emilia Lepida – żona Druzusa III
- Marek Emiliusz Lepidus Młodszy
- Emilia Lepida – żona Gnejusza Domicjusza Ahenobarba
- Emilia Lepida – córka Lepidusa Młodszego
- Maniusz Emiliusz Lepidus – syn Lepidusa Młodszego
- Emilia Lepida – żona cesarza Galby
- Marek Emiliusz Skaurus – konsul w 115 p.n.e.
- Marek Emiliusz Skaurus – pretor w 56 p.n.e.
- Emilia Skaura – żona Pompejusza Wielkiego
- Mamerkus Emiliusz Skaurus – poeta i mówca

## Marek Emiliusz Lepidus (konsul 285)
Marcus Aemilius Lepidus , konsul w 285 p.n.e.; znany tylko z wykazów konsulów (fasti). Pierwszy z Lepidusów pojawiający się na kartach historii.

## Marek Emiliusz Lepidus (konsul 232)
Marcus Aemilius Lepidus M. f. M. n., prawdopodobnie wnuk Marka Emiliusza Lepidusa, konsula w 285. Był augurem i dwukrotnym konsulem. Jego pierwszy konsulat przypada na rok 232 p.n.e., data drugiego jest niepewna, być może był konsulem dokooptowanym (suffectus) w 221 lub 220 p.n.e. Zmarł w roku bitwy pod Kannami w 216. Jego synowie Marek, Lucjusz i Kwintus uhonorowali pogrzeb ojca urządzając trzydniowe igrzyska, w czasie których walczyło 22 pary gladiatorów.

## Marek Emiliusz Lepidus (trybun 190)
Marcus Aemilius Lepidus M. f. M. n., prawdopodobnie syn konsula w 187 p.n.e. Wspomniany tylko przez Liwiusza jako trybun wojskowy (łac. tribunus militum) w 190 p.n.e. w czasie wojny z Antiochem Wielkim, królem monarchii Seleucydów.

## Marek Emiliusz Lepidus (konsul 158)
Marcus Aemilius Lepidus M'. f. M'. n., prawdopodobnie syn pretora z roku 213 p.n.e. Konsul w 158 p.n.e.; wspomniany tylko przez Pliniusza i w wykazach konsulów.

## Marek Emiliusz Lepidus (konsul 126)
Marcus Aemilius Lepidus M'. f. M'. n., prawdopodobnie syn Marka Emiliusza Lepidusa, trybuna wojskowego w 190 p.n.e. i brat Marka Emiliusza Lepidusa Porciny) choć trudność sprawia, że obaj mają to samo imię (praenomen) Marek. Konsul w 126 p.n.e. Wspomniany przez Cycerona w dziele retorycznym "Brutus".

## Maniusz Emiliusz Lepidus (konsul 66)
Manius Aemilius Lepidus Mam. f. M. n., prawdopodobnie wnuk Marka Emiliusza Lepidusa konsula w 158 i brat Mamerkusa Emiliusza Lepidusa Livianusa. Konsul w 66 p.n.e., w czasie gdy Cyceron był pretorem. Wspomniany wielokrotnie przez Cycerona, który jednak nie przyznawał mu politycznego znaczenia. Należał do stronnictwa arystokratycznego ale po wybuchu wojny domowej w 49 między Cezarem a Pompejuszem wycofał się do swej willi w Formiach, skąd obserwował przebieg wypadków bez angażowania się po którejś ze stron.

## Kwintus Emiliusz Lepidus (konsul 21)
Quintus Aemilius Lepidus M'. f., konsul w 21 p.n.e. wraz z Markiem Loliuszem. W czasie swojego konsulatu przeprowadzili renowację mostu Fabrycjusza.
Według niektórych źródeł to on był ojcem Maniusza Emiliusza Lepidusa i Emilii Lepidy.

## Marek Emiliusz Lepidus Młodszy
Marcus Aemilius Lepidus M. f. M. n., jedyny syn Marka Emiliusza Lepidusa triumwira i Junii, zwany Lepidusem Młodszym. Przywódca spisku przeciwko Oktawianowi, który miał zostać zabity po powrocie do Rzymu po bitwie pod Akcjum. Spisek w 31 p.n.e. został wykryty i stłumiony przez Mecenasa a Lepidus został schwytany i wysłany na wschód do Oktawiana, który kazał go stracić. Zaręczony w młodości z Antonią (córka triumwira Marka Antoniusza i jego drugiej żony – Antonii Hybrydy). Zawarł małżeństwo z Serwilią. Serwilia po wykryciu spisku jej męża popełniła samobójstwo połykając rozżarzone węgle.
Lepidus Młodszy był prawdopodobnie ojcem Maniusza Emiliusza Lepidusa i Emilii Lepidy.

## Emilia Lepida (córka Lepidusa Młodszego)
Aemilia Lepida. Według Tacyta była prawnuczką Sulli i Pompejusza. Stąd większość historyków uważa ją za wnuczkę triumwira Lepidusa i córkę Marka Lepidusa Młodszego a niektórzy za córkę Kwintusa Emiliusza Lepidusa.
W młodości zaręczona z przewidywanym na sukcesora cesarza Augusta Lucjuszem Juliuszem Cezarem. Poślubiła bardzo bogatego a bezdzietnego Publiusza Sulpicjusza Kwiryniusza. Po rozwodzie poślubiła Mamerkusa Emiliusza Skaurusa i miała z nim córkę. W 20 n.e. została z inicjatywy Kwiriniusza oskarżona o cudzołóstwo, trucicielstwo, fałszywe twierdzenie że miała z nim syna i o próbę otrucia go. Obrony podjął się jej brat Maniusz Lepidus. W czasie jej procesu odbywały się igrzyska i wiele Rzymianek towarzyszyło jej w teatrze demonstrując wobec Tyberiusza poparcie dla Emilii i za jej niewinnością. Emilia została jednak uznana za winną i skazana na wniosek Rubeliusza Blandusa na wygnanie. Swetoniusz tak o niej pisze:

Skazał również [Tyberiusz] wyrokiem Lepidę, kobietę zacnego urodzenia, by zyskać sobie względy jej męża, byłego konsula Kwiryniusza, niezmiernie bogatego i bezdzietnego, który mimo rozwodu sprzed dwudziestu lat oskarżył ją teraz, że niegdyś usiłowała go otruć.

## Maniusz Emiliusz Lepidus (syn Lepidusa Młodszego)
Manius Aemilius Lepidus, syn Lepidusa Młodszego i wnuk triumwira. Nie mamy dokładnych danych o jego przodkach, ale według Tacyta pochodził po kądzieli zarówno od Sulli jak i od Pompejusza. Konsul w 11 n.e. Wychowawca Nerona, syna Germanika. W 20 n.e. bronił w czasie procesu Pizona a później w tym samym roku bronił swojej siostry Emilii Lepidy. W 26/27 n.e. namiestnik prowincji Azja. Ceniony mówca. Ojciec Emilii Lepidy – żony cesarza Galby.
Według niektórych źródeł syn nie Lepidusa Młodszego, ale Kwintusa Emiliusza Lepidusa.

## Emilia Lepida (córka cenzora)
Aemilia Lepida. Córka Lucjusza Emiliusza Lepidusa Paullusa – cenzora w 22 n.e., urodzona w czasie sprawowania przez niego urzędu, i Kornelii. Nie są znane jej dalsze losy.

## Emilia Lepida (żona Domicjusza Ahenobarba)
Aemilia Lepida. Była żoną Gnejusza Domicjusza Ahenobarbusa – konsula w 32 p.n.e. Jej synem był Lucjusz Domicjusz Ahenobarbus (konsul 16 p.n.e.), a prawnukiem cesarz Neron. Najprawdopodobniej była córką Lucjusza Emiliusza Lepidusa Paullusa – konsula w 50 p.n.e. Nie są znane żadne inne informacje o niej.